# Bokaa
Bokaa – wieś w Botswanie w dystrykcie Kgatleng. Osada sąsiaduje z jeziorem Bokaa Dam. Według spisu ludności z 2001 roku wieś liczyła 3812 mieszkańców.